# Montsauche-les-Settons
Montsauche-les-Settons település Franciaországban, Nièvre megyében. Lakosainak száma 497 fő (2022. január 1.). Montsauche-les-Settons Dun-les-Places, Planchez, Brassy, Gouloux, Moux-en-Morvan és Ouroux-en-Morvan községekkel határos.

## Népesség
A település népességének változása:
| Lakosok száma | 538  | 541  | 534  | 522  | 512  | 513  | 515  | 514  | 497  |
|               | 2013 | 2015 | 2016 | 2017 | 2018 | 2019 | 2020 | 2021 | 2022 |